# Tuomas Kantelinen
Tuomas Kantelinen est un compositeur finlandais, né le 22 septembre 1969 à Kankaanpää (Finlande occidentale).

## Biographie
Tuomas Kantelinen a étudié la composition à l'Académie Sibelius avec Eero Hämeenniemi.

## Œuvres
Auteur d'un opéra, de pièces de musique de chambre, d'œuvres orchestrales, il est plus connu pour ses partitions de musique de film tels que Rukajärven tie, Äideistä parhain, Profession profiler ou plus récemment Mongol.

## Filmographie partielle
- 1999 : Embuscade (Rukajärven tie) d'Olli Saarela
- 2000 : Bad Luck Love d'Olli Saarela
- 2001 : Rollo and the Spirit of the Woods (Rölli ja metsänhenki) d'Olli Saarela
- 2001 : Me and Morrison (Minä ja Morrison) de Lenka Hellstedt
- 2002 : Without My Daughter de Kari Tervo et Alexis Kouros
- 2004 : Profession profiler (Mindhunters) de Renny Harlin
- 2005 : Promesse (Lupaus) d'Ilkka Vanne
- 2005 : Une autre mère (Äideistä parhain) de Klaus Härö
- 2006 : Matti d'Aleksi Mäkelä
- 2007 : Mongol (Монгол) de Sergueï Bodrov
- 2007 : Quest for a Heart (Röllin sydän) de Pekka Lehtosaari
- 2007 : Arn, chevalier du Temple (Arn – Temppeliritari) de Peter Flinth
- 2008 : Arn, le royaume au bout du chemin (Arn – Pohjoinen valtakunta) de Peter Flinth
- 2009 : Skeleton Crew de Tero Molin and Tommi Lepola
- 2011 : The Italian Key de Rosa Karo
- 2014 : La Légende d'Hercule (The Legend of Hercules) de Renny Harlin
- 2016 : Le Brise-glace (Ледокол) de Nikolaï Khomeriki
- 2018 : Hypnose (The Guardian Angel) d'Arto Halonen
- 2019 : Iron Sky 2 (Iron Sky: The Coming Race) de Timo Vuorensola
- 2022 : Lamborghini (Lamborghini: The Man Behind the Legend) de Robert Moresco